# Perštejn
Perštejn (německy Pürstein) je obec, která se nachází v okrese Chomutov v Ústeckém kraji, v údolí řeky Ohře mezi Krušnými a Doupovskými horami. V obci žije přibližně 1 200 obyvatel.

## Název
Název hradu a vesnice je pravděpodobně odvozen z  německého základu Pirsch nebo Birsch (lov, hon) a přípony Stein (kámen). V historických pramenech se jméno vesnice vyskytuje ve tvarech: Pirssensteyn (1344), Pirssenstein (1349), in Birstayn (1352), de Birssestein (1363), Pirstnstain (1369), in Presenstein (1376), in Pierstein (1377), de Pernstein (1379), in Pursenstain (1380), in Birschnstein (1389), in Birssenstein (1401), de Prsten (1406), in Persistein (1411), de Persstein (1413), in Pirssenstein (1422), Pirssisstayn (1508), Pirsstensstain (1543), Pirsensstayn (1545), Pirssensstein (1559), Pirstein nebo Pürstenstein (1787), Pürstein nebo Pürstenstein (1846) a Perštein nebo Pürstein (1854).

## Historie
Nejstarší dějiny vesnice jsou spojeny s hradem, který nad soutokem dvou potoků založili nejspíše páni ze Šumburka ve druhé polovině třináctého století, ale existuje také možnost, že zakladatelem byl Boreš z Rýzmburka a Šumburkové po něm hrad zdědili. První písemná zmínka o hradu pochází z roku 1344 a o osm let mladší je záznam o železářských hamrech v jeho okolí. V roce 1431 je doložena existence krčmy a mlýna osvobozených od roboty, které stávaly v místech, kde začíná rájovské údolí. První zmínka o samotné vesnici je až z roku 1468, kdy patřila k bočské farnosti.
Od šestnáctého století se v Perštejně zpracovávala železná ruda z okolních dolů. První panské železárny tvořené dvěma hamry a vysokou pecí zde vznikly roku 1574. Železná ruda se okolo Perštejna také těžila a existují i doklady o těžbě stříbra. Ve stejné době se v okolí rozšířil protestantismus podporovaný majiteli panství, kterými v té době byli Fictumové. Posledním z nich byl Kryštof z Fictumu, který se jako jeden z direktorů zúčastnil stavovského povstání. Přestože během něj zemřel, byl posmrtně odsouzen ke ztrátě majetku. Klášterecké panství, ke kterému tehdy Perštejn patřil, koupil roku 1623 Kryštof Šimon Thun a zahájil na něm intenzivní rekatolizaci.

### Sedmnácté a osmnácté století

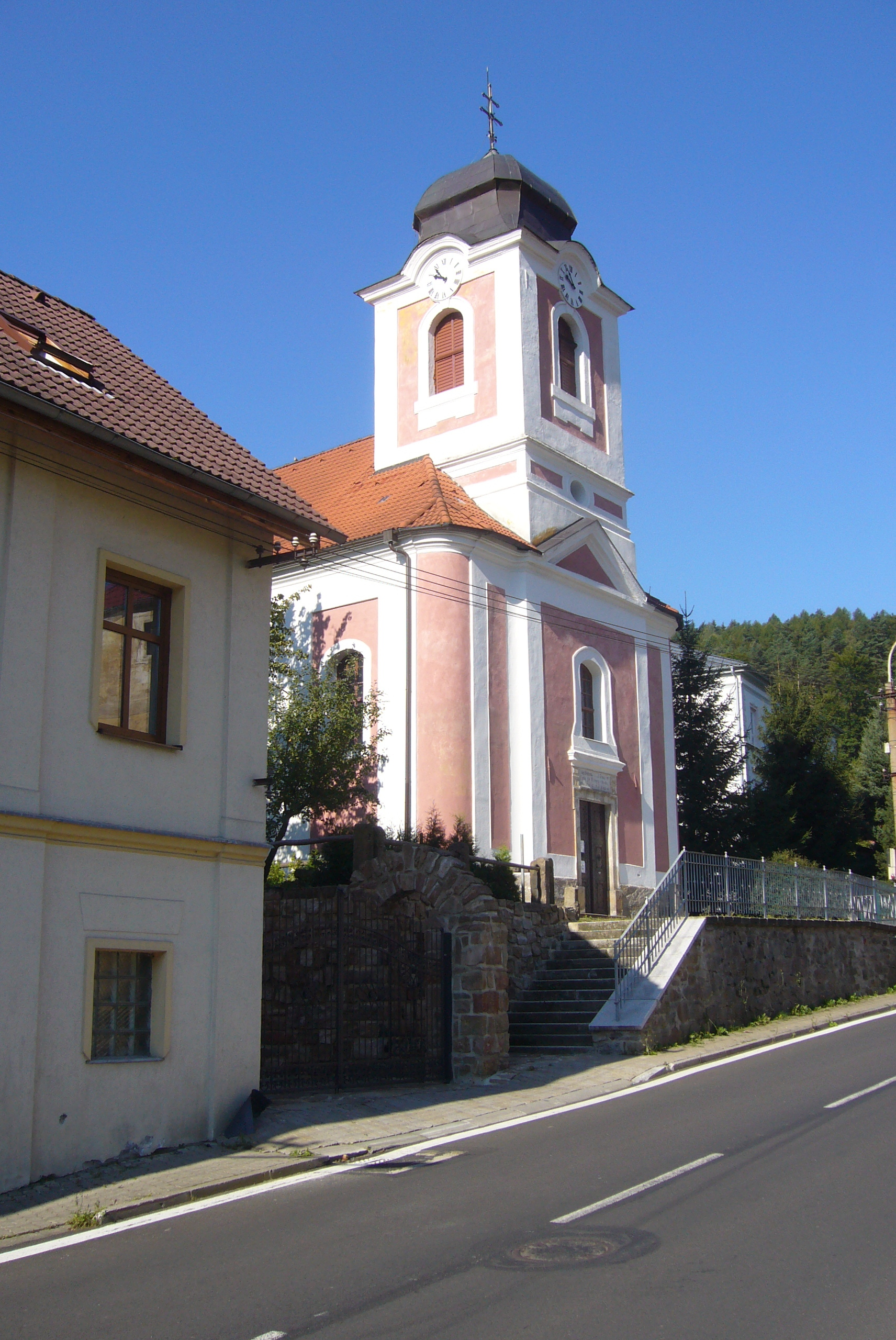
Kostel svatého Vendelína

Během třicetileté války Perštejn opakovaně napadaly oddíly švédských vojáků. Stalo se tak v letech 1633, 1634, 1639, 1642 a 1645. V důsledku toho bylo zničeno mnoho domů a snížil se počet obyvatel. Podle urbáře kláštereckého panství z roku 1649 ve vsi žili jen dva chalupníci a deset zahradníků. I přes válečné události však stále fungoval hostinec Wirtshaus zum Pürschenstein, který patřil rodině Schöffelů zmiňované v Perštejně už roku 1604. Majitelé hostince byli roku 1649 osvobozeni od placení dědičných dávek a roboty, směli péct pečivo pro hamerníky, porážet dobytek a provozovat kovárnu. Za to museli prodávat jen panské pivo a udržovat stáj pro koně z hamrů. Podle berní ruly z roku 1654 se stav vesnice zlepšil. Žilo v ní deset sedláků a čtyři poddaní bez pozemků. Sedláci chovali dohromady 27 krav, patnáct jalovic, sedmnáct koz, tři ovce a dvě prasata. Kromě toho měli dvanáct potahů a dva provozovali šenk. K hlavním zdrojům obživy patřil chov dobytka a zpracování rudy.
Roku 1680 vypuklo na kláštereckém panství selské povstání. Jedním z jeho vůdců se stal Jiří Schöffel, kterému vrchnost nepřiznala všechna dědičná práva a svobody spojená s provozováním hostince. Povstání potlačili vojáci vyslaní žateckým hejtmanem. Následující soud v Kadani odsoudil Jiří Schöffela k trestu smrti, ale ten mezitím stihl i s rodinou uprchnout. Druhý vůdce, Tobiáš Fiedler z Vernéřova, byl popraven.
V polovině sedmnáctého století se hlavním hospodářským odvětvím v Perštejně stalo zpracování železa. K železné huti patřily drtírna rudy a strusky, dva tyčové hamry a od roku 1743 také hamr na výrobu hřebíků. Hlavním zdrojem rudy byl důl Slečna u Mezilesí, ale dodávala se sem také ruda z menších dolů u Klášterecké Jeseně, Údolíčka a Mýtinky. Rozšířen byl Schöffelův mlýn, který měl čtyři kola a obilí do něj museli vozit nejen obyvatelé Perštejna ale i dalších šesti vesnic.
Už před rokem 1682 vznikla tzv. dolní papírna, která v roce 1756 vyhořela a nebyla obnovena. Brzy po jejím vzniku totiž vrchnost založila tzv. horní papírnu a panovala obava, že dvě papírny by nadále nedokázaly najít dostatečný odbyt. Horní papírnu od roku 1722 dědičně provozoval Josef Hergl. Směl rozšířit provoz, ale na oplátku musel mimo jiného dodávat vrchnosti levný papír. Ve druhé polovině osmnáctého století byla u papírny v provozu stoupa na výrobu lněného oleje. Na místě vyhořelé dolní papírny byla roku 1784 spuštěna tzv. horní drátovna. Dolní drátovna poblíž Lužného fungovala zahájila provoz o několik let dříve v místech bývalého hamru.
Podnikání se Josefu Hergelovi vyplácelo a roku 1724 nechal ve vsi postavit kapli svatého Josefa. Mše v ní sloužil od roku 1732 klášterecký farář, ale roku 1786 měla kaple vlastního lokalistu. Velikost kaple nedostačovala rostoucímu počtu obyvatel, a proto byl roku 1788 postaven provizorní dřevěný kostel. Ten začal rychle chátrat, a v roce 1795 byla zahájena stavba nového kostela. O dva roky později byl kostel svatého Vendelína dokončen.

### Devatenácté století
Na počátku devatenáctého století se zvýšil počet domů. Jedním z nich byl hostinec Zum Eisenhammer s konírnou a řeznictvím postavený roku 1802. Mezi významné stavby patřila také nová silnice z Karlových Varů do Teplic. Postupně se ovšem přestával vyplácet provoz vrchnostenské železárny, která spotřebovávala velké množství nedostupného dřeva. V letech 1815–1827 si ji pronajal pražský obchodník Gruss, ale poté ji převzali znovu Thunové, kteří se ji pokusili zmodernizovat a roku 1832 postavili novou vysokou pec. Roku 1840 v ní pracovalo asi padesát dělníků, kteří vyráběli tisíc centnýřů (asi 50 tun) kujného železa a 500 centnýřů litiny. Ve slévárně se vyráběly kotle, pláty na kamna, zábradlí a kříže. Přesto provoz zůstával ztrátový, a proto byla vysoká pec roku 1864 uzavřena. Dolní huť byla přestavěna na pilu a výrobnu šindelů. Zbylé provozy železárny koupil roku 1864 za 12 600 zlatých svobodný pán z Riese-Stallburgu, který nahradil dřevo hnědým uhlím. Ve druhé polovině devatenáctého století se však rozvinula výroba ve velkých železárnách v Kladně a Ostravě, kterým zdejší podnik nedokázal konkurovat. Hamr byl upraven na zbrojařskou dílnu, dolní drátovna se snažila změnit výrobu, ale roku 1848 vyhořela a o šest let později byla přestavěna na mlýn. Stejně byl upraven hamr na výrobu hlavní, a upadala i papírna. Tu oživili po roce 1862 noví majitelé, bratři Köhnelové, kteří modernizovali strojní vybavení a jako hlavní surovinu začali využívat místo hadrů dřevní hmotu.
Nepříznivá situace s nedostatkem pracovních příležitostí se začala pomalu zlepšovat a rozvoj průmyslu podpořilo také zprovoznění železniční trati z Chomutova do Chebu dne 9. října 1871. Ve druhé polovině devatenáctého a první polovině dvacátého století v Perštejně působily kromě dalších drobných podniků a živností tyto firmy:
- Od roku 1885 fungovala pod názvem První krušnohorská kartonážka Anton Rossner a syn v Perštejně továrna na výrobu potřeb pro lékárníky, klenotníky, parfumerii nebo potravinářské obaly. V roce 1948 byla začleněna k Západočeským papírnám.[16]
- Roku 1901 byla založena továrna na výrobu prýmků Ludwiga Breitfelda, ve které se zpracovávalo umělé hedvábí. V roce 1946 její stroje převzal národní podnik Továrny stuh a prýmků z Krnova[16] a provoz v Perštejně sloužil jako prádelna a opravna vojenského oblečení. Od poloviny padesátých let dvacátého století provoz spravovalo výrobní družstvo VKUS Teplice, které zde až do devadesátých let vyrábělo spací pytle a konfekční oblečení.[17]
- Ve stejném roce byl Hermannem Pickartem založen podnik Erste Pürsteiner Sägen – u. Werkzeufabrik (První perštejnská továrna na pily a nástroje). Vyráběla pily, dřevoobráběcí a kovoobráběcí nástroje.[16] Roku 1917 byla jejich výroba přestěhována do Okounova.[18]
- Perštejnská továrna na pily a nástroje bratří Altenů, kde se od roku 1911 vyráběly nástroje na zpracování dřeva (různé druhy pil, hoblovací nože, hřídele), ještě v roce 1943 zaměstnávala 21 dělníků, ale o čtyři roky později její vybavení převzal národní podnik Pilana Hulín a výroba v Perštejně zanikla.[16]
- V papírně bratří Köhnelů se vyráběly filtrační papíry pro chemický a potravinářský průmysl (filtry do kávovarů).[16] Výrobu zahájili roku 1862 v domě čp. 20. V roce 1947 byl provoz zařazen do plzeňského národního podniku Západočeské papírny.[19]

### Novodobé dějiny

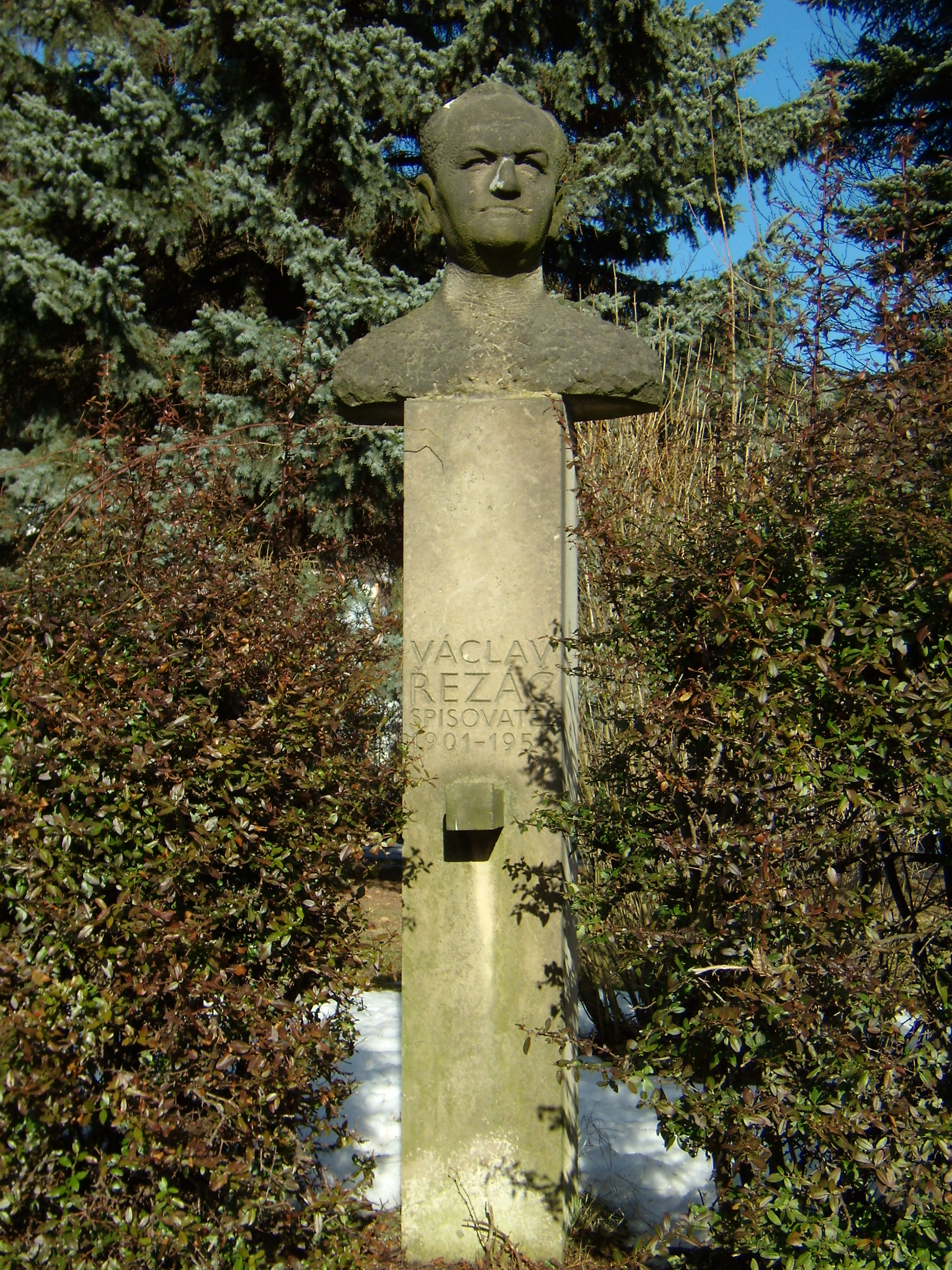
Pomník Václava Řezáče

Na počátku dvacátého století ve vsi byla spořitelna, sbor dobrovolných hasičů, Mužský pěvecký spolek, tělocvičný spolek a Krušnohorský spolek Perštejn, který se podílel na úpravě okolí, zřizoval a udržoval turistické stezky. Perštejn se totiž stal, i přes rozvoj průmyslu, oblíbeným letoviskem, jehož význam podpořil objev pramene kyselky. Mírné klima a čisté životní prostředí sem od začátku dvacátého století lákalo zejména letní hosty. Například roku 1930 se zde ubytovalo 2001 lidí, z nichž pocházelo víc než tři čtvrtiny z Německa. Z té doby pochází také regionální německou literaturou používaný název Lufkkurort (klimatické lázně) nebo Meran Krušných hor (podle podoby s italským Meranem).
Před druhou světovou válkou došlo v noci 12. září 1938 v blízkém Okounově po rozhlasovém projevu Adolfa Hitlera k demonstraci, při které okounovští obsadili železniční stanici, předměty s československou tematikou naházeli do Ohře a vydali se do Lužného. Dav rozehnali až četníci přivolaní z Kadaně. Budoucí starosta J. Fischer a dalších dvanáct mužů bylo zatčeno a odsouzeno ke dvaceti měsícům vězení. Obyvatelé Perštejna proti tomu 13. září 1938 uspořádali protestní průvod asi 1500 lidí, který byl ukončen až příjezdem tanků přivolaných četnickým strážmistrem.
Dne 3. října 1938 Perštejn obsadila německá armáda. Na počátku války byl postaven nový vodovod z Údolíčka a koupaliště na místě starého obecního rybníka. Později ale převážily odvrácené strany války. Nedostatek pracovních sil kompenzovalo zaměstnávání žen, starých lidí, válečných zajatců a totálně nasazených pracovníků z Protektorátu Čechy a Morava nebo Ukrajiny. Koncem války navíc začali přicházet přesídlenci a uprchlíci před postupující východní frontou. Vojenské akce se Perštejna příliš nedotkly. V roce 1944 zde bylo shozeno několik bomb, které nezpůsobily velké škody. Často docházelo k ostřelování silnice a železnice do Karlových Varů. Vysídlením Němců přišla vesnice o naprostou většinu obyvatel, ale noví přistěhovalci se začali do vyprázdněných domů stěhovat už v květnu roku 1945. Charakter doby popsal spisovatel Václav Řezáč v románech Nástup a Bitva.
Ještě v roce 1945 Perštejn získal vojenskou posádku, byla založena Družstevní záložna pro letovisko Perštejn a okolí s cílem podpořit české podnikání. Začal tu působit divadelní spolek Hraničář, fungovaly oddíly Sokola a skautů a byl otevřen družstevní podnik Včela. V padesátých letech Sokola nahradila TJ Spartak.
V šedesátých letech dvacátého století byla zbořena řada prázdných domů včetně bývalého hotelu Praha (dříve Stadt Wien), a na jejichž místě postupně vznikly nové. K dalšímu rozvoji došlo zejména v devadesátých letech. Dopravní situaci zklidnilo v roce 1993 otevření 288 metrů dlouhého a šestnáct metrů vysokého mostu se silnicí silnicí I/13, v letech 1992–1996 proběhla plynofikace a v roce 1996 byla uvedena do provozu čistírna odpadních vod.

## Obyvatelstvo
Při sčítání lidu v roce 1921 zde žilo 969 obyvatel (z toho 447 mužů), z nichž bylo osm Čechoslováků, 910 Němců a 51 cizinců. Kromě padesáti evangelíků a čtyř lidí bez vyznání patřili k římskokatolické církvi. Podle sčítání lidu z roku 1930 měla vesnice 1036 obyvatel: šestnáct Čechoslováků, 990 Němců, jednoho příslušníka nezjišťovaných národností a 29 cizinců. S výjimkou 34 evangelíků a šesti lidí bez vyznání se hlásili k římskokatolické církvi.
|                                                                                              | 1869 | 1880 | 1890 | 1900 | 1910 | 1921 | 1930  | 1950 | 1961 | 1970 | 1980 | 1991 | 2001 | 2011 | 2021 |
| -------------------------------------------------------------------------------------------- | ---- | ---- | ---- | ---- | ---- | ---- | ----- | ---- | ---- | ---- | ---- | ---- | ---- | ---- | ---- |
| Obyvatelé                                                                                    | 526  | 603  | 641  | 655  | 890  | 969  | 1 036 | 567  | 692  | 593  | 524  | 638  | 670  | 718  | 717  |
| Domy                                                                                         | 72   | 82   | 92   | 104  | 115  | 120  | 145   | 140  | 269  | 131  | 120  | 175  | 195  | 225  | 236  |
| Data z roku 1961 zahrnují i domy z místních částí Černýš, Lužný, Ondřejov, Rájov a Údolíčko. |      |      |      |      |      |      |       |      |      |      |      |      |      |      |      |

## Obecní správa a politika
V obecních volbách v roce 1938 získala Sudetoněmecká strana ve třicetičlenném obecním zastupitelstvu 27 křesel. Starostou byl zvolen J. Fischer, ale funkci zastával až po Mnichovské dohodě od 10. října 1938, protože jako člen strany předtím nesměl pracovat ve veřejných funkcích.

## Hospodářství
Na horním okraji Perštejna stojí v údolí Hučivého potoka areál Papírny Perštejn zaměřené na výrobu papírových filtrů. Od roku 2009 papírna vyrábí filtry ze skleněných vláken. Podnik od roku 1992 navazuje na výrobní tradici historické vrchnostenské horní papírny a podniku bratří Köhnelů.
V budově bývalé továrny na prýmky, v níž se ve dvacátém století šily spací pytle, od roku 2013 funguje Pivovar Chalupník s restaurací. Podnik založil Miroslav Chalupník a v době otevření byla kapacita pivovaru 1200 hektolitrů piva ročně.

## Doprava
Podél jižního okraje Perštejna vede silnice I/13. Perštejnské nádraží na železniční trati Chomutov–Cheb stojí na pravém břehu Ohře ve správním území Okounova.

## Školství
V Perštejně funguje mateřská škola a devítiletá základní škola. Škola byla v Perštejně založena v době vlády Marie Terezie patentem z roku 1774, ale dlouho neměla vlastní budovu a vyučovalo se například ve starém mlýně. První stálý učitel ve vsi působil od roku 1787, ale budovu škola získala až roku 1801. Před první světovou válkou bývala škola pětitřídní a fungovala při ní pokračovací živnostenská škola pro žáky ve věku patnáct až osmnáct let. Česká škola byla otevřena 25. září 1934, přestože v Perštejně žilo jen 31 Čechů. Po druhé světové válce byly otevřeny tři třídy.

## Pamětihodnosti

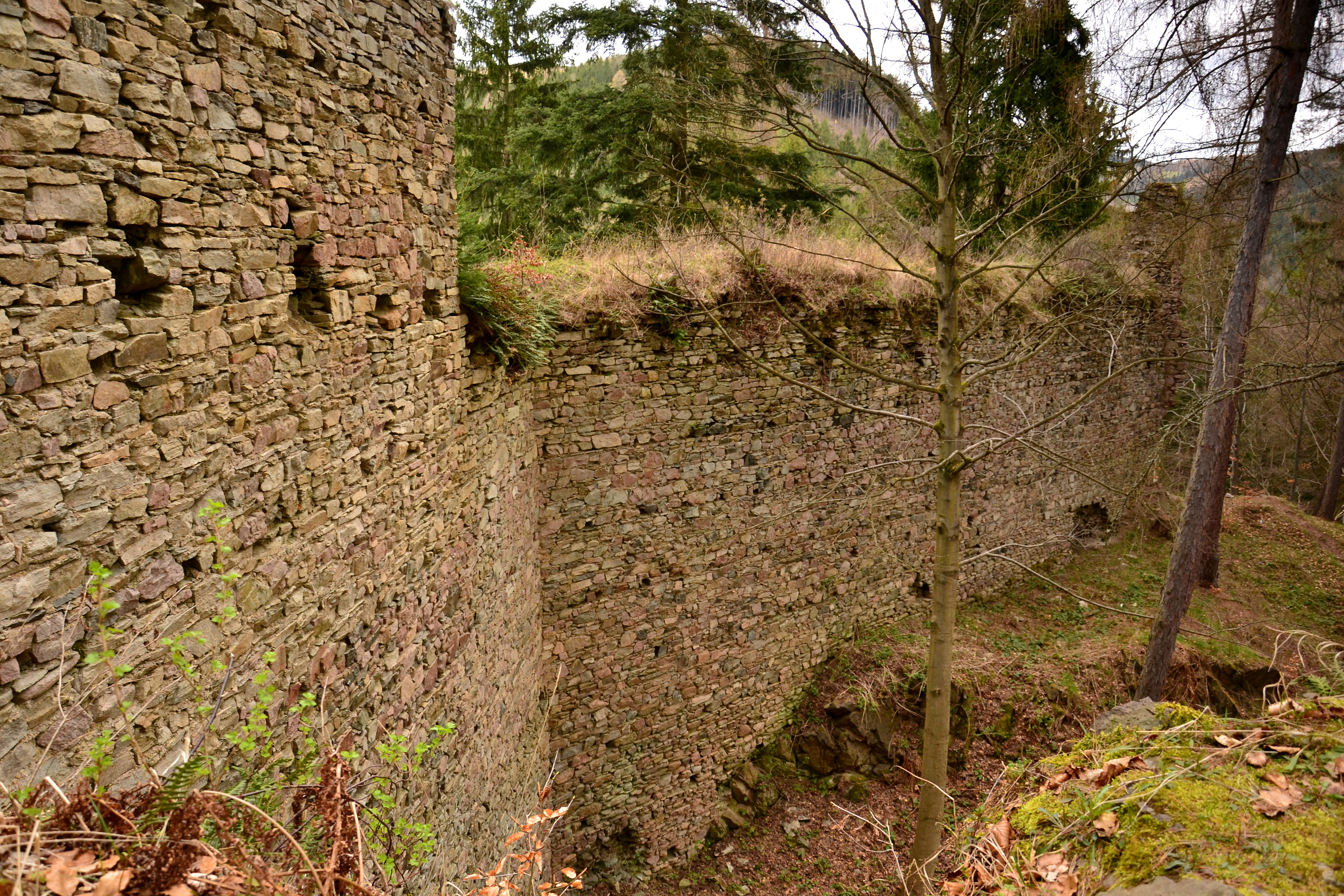
Zřícenina perštejnského hradu

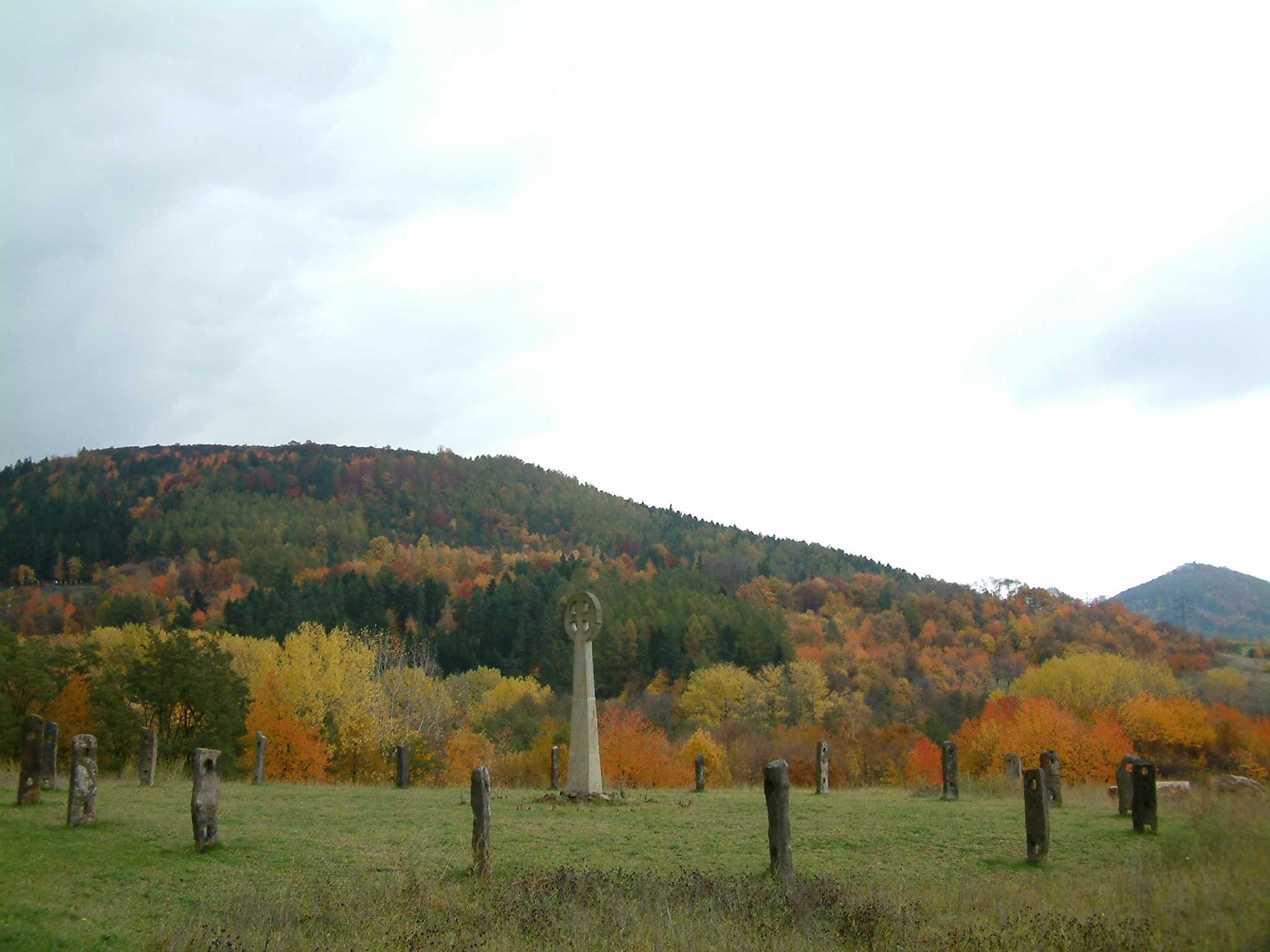
Památník zaniklým obcím

- Zřícenina hradu Perštejn postaveného na konci třináctého století stojí na ostrohu nad soutokem Hučivého a Malodolského potoka. Hrad byl opuštěn v průběhu první poloviny šestnáctého století.[6]
- Dominantou středu vesnice je klasicistní kostel svatého Vendelína postavený v letech 1795–1796.[32]
- Na východním okraji vesnice se zvedá strmý svah vrchu Hradiště (též Burberg, 524 m n. m.). Podle průzkumu z roku 1950 se na jeho vrcholové plošině nacházelo halštatské nebo raně středověké hradiště. Přestože jeho existence nebyla prokázána žádnými nálezy, je lokalita chráněná jako kulturní památka.[33][34]
- V malém parku na křižovatce ulic Hlavní a Slunečná je umístěn pomník amerického stíhacího pilota poručíka Wilsona, který se poblíž vesnice zřítil 16. prosince 1943 a při havárii uhořel. Pohřben byl nejprve na perštejnském hřbitově a později byly jeho ostatky přeneseny na Olšanské hřbitovy.[22] V parčíku také stojí pomník Václava Řezáče.
- Na levém břehu Ohře se nachází lezecká oblast regionálního významu. Skály jsou vysoké až 40 metrů a nabízí převážně stěnové lezení po ostrých lištách.[35]